# Ornyl Malone
Ornyl Malone is een Surinaams songwriter, arrangeur, producer en drummer. In 2010 won hij als songwriter de eerste prijs tijdens SuriPop. Hij was bandleider van The Kasimex Houseband en daarna van Sonic.

## Biografie
Malone studeerde audiotechniek en productie aan het SAE Institute. Hij was drummer en later ook bandleider van The Kasimex Houseband, die ook in Nederland en Curaçao optreedt. Sinds 2018 is hij bandleider van Sonic.
In 2010 deed hij voor het eerst mee met SuriPop en won met zijn lied Wan krin portreti meteen de eerste prijs. Het werd gezongen en gearrangeerd door Cherwin Muringen. Hij schreef het arrangement voor het lied Koloku, het winnende lied van SuriPop in 2012 dat werd geschreven door Elvin Pool en gezongen door Lady Shaynah. Tijdens de Golden Edition van SuriPop in 2018 bereikte zijn lied Pasensi de tweede plaats, met Yvanca als zangeres.
Vanuit zijn Digitech Studio produceert Malone ook werk voor andere artiesten, onder wie Las DiVas en cabaretier Earl Thijm. Hij was in 2017 een van de schrijvers van het album met kinderliedjes van Bernice Hubard.